# Buitenplaats Helwijk
Helwijk (of Hellewijk) is oorspronkelijk de naam van een hofstede, later uitgegroeid tot kleine buitenplaats, uit de 17de eeuw in de Oude Heijningse polder. Het gehucht Helwijk dat zich in de loop van de tijd aan de nabijgelegen Helsedijk ontwikkelde ontleent zijn naam aan dit complex. Zo wordt in een document gesproken van een ‘huizinge van oudsher aangeduid als Hellewijk’.
Het huis is in handen geweest van verschillende regentenfamilies uit Brabant en Holland die hier in de zomermaanden gebruik van maakten. Het Dordtse burgemeestersgeslacht Van den Santheuvel dat het als buitenplaats een groot gedeelte van de 18e eeuw in bezit had heeft een grote rol gespeeld in de lokale geschiedenis, onder andere door het initiatief te nemen in grootschalige landwinning. Hieraan herinnert de naamgeving van de Sabina Henrica polder (naar Sabina Henrica van Oosterzee-van den Santheuvel 1731-1805) en voor zover bekend ook de naamgeving van de Anthoniegorzen (naar Anthonij van den Santheuvel (1733-1793), burgemeester van Dordrecht, zie ook Het Dordts Patriciërshuis). De naam van Sabina Henrica van den Santheuvel leeft ook voort in het Fort Sabina Henrica en het knooppunt Sabina.
Op grond van bouwhistorisch onderzoek is vastgesteld dat het huidige huis dateert van rond 1650. De oudst bekende afbeelding van het complex uit 1723 (hier afgebeeld) toont ook een gebouw met duidelijk 17e-eeuwse kenmerken (kruisvensters, vensterbogen).

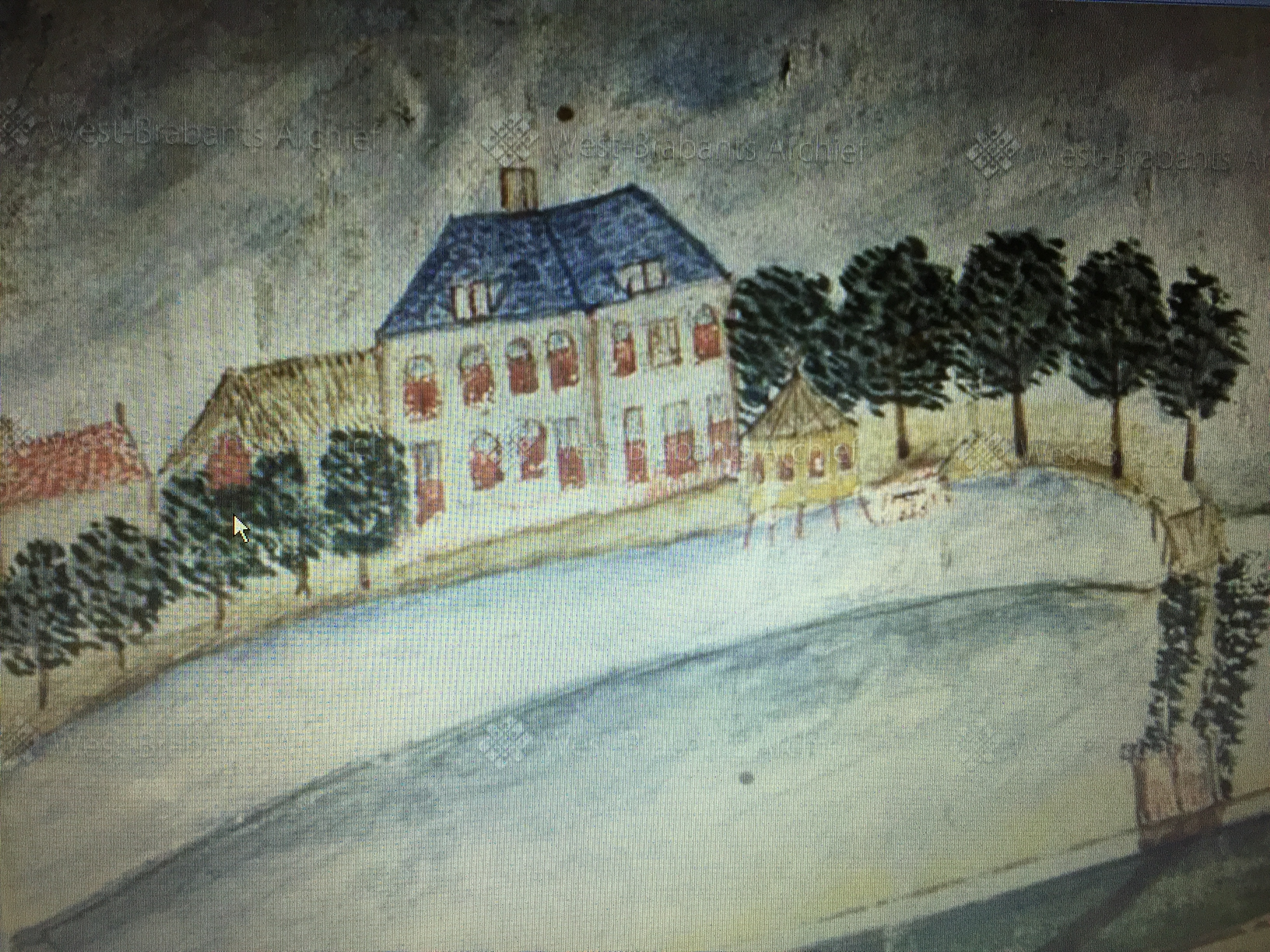
Landmeterskaart van de polder van West Heijningen, Vervaardiger Adr. van den Enden, 1723 (RAW015000001)

De grondvorm en de plaatsing van de ramen (en de plaats van de opkamer) zijn nog steeds in het huidige gebouw terug te vinden. In de basis is het hoofdgebouw nog steeds hetzelfde, de bouwmassa is te dateren tot rond 1650. Een verschil met de huidige situatie is echter dat de bovenste verdieping in de loop der eeuwen is afgekapt. Naast het hoofdhuis is op de afbeelding tevens een grote schuur te zien (achter het gebouw) en aan de zijkant bevindt zich een kleinere woning. Deze kleinere woning was mogelijk bedoeld om de boer te huisvesten, later in de achttiende eeuw wordt deze aangeduid als 'tuinmanswoning'. Een ander opvallend element is een veelkantig gebouwtje dat zich op de tekening aan de voorzijde van het hoofdhuis bevindt. In de recente bouwkundige verkenning werd verondersteld dat het hier om een duiventil ging, echter is het aannemelijker dat het hier een 'speelhuis' betreft (ook wel theekoepel). In een notariële akte van 11 december 1716 wordt namelijk al melding gemaakt van een speelhuis.

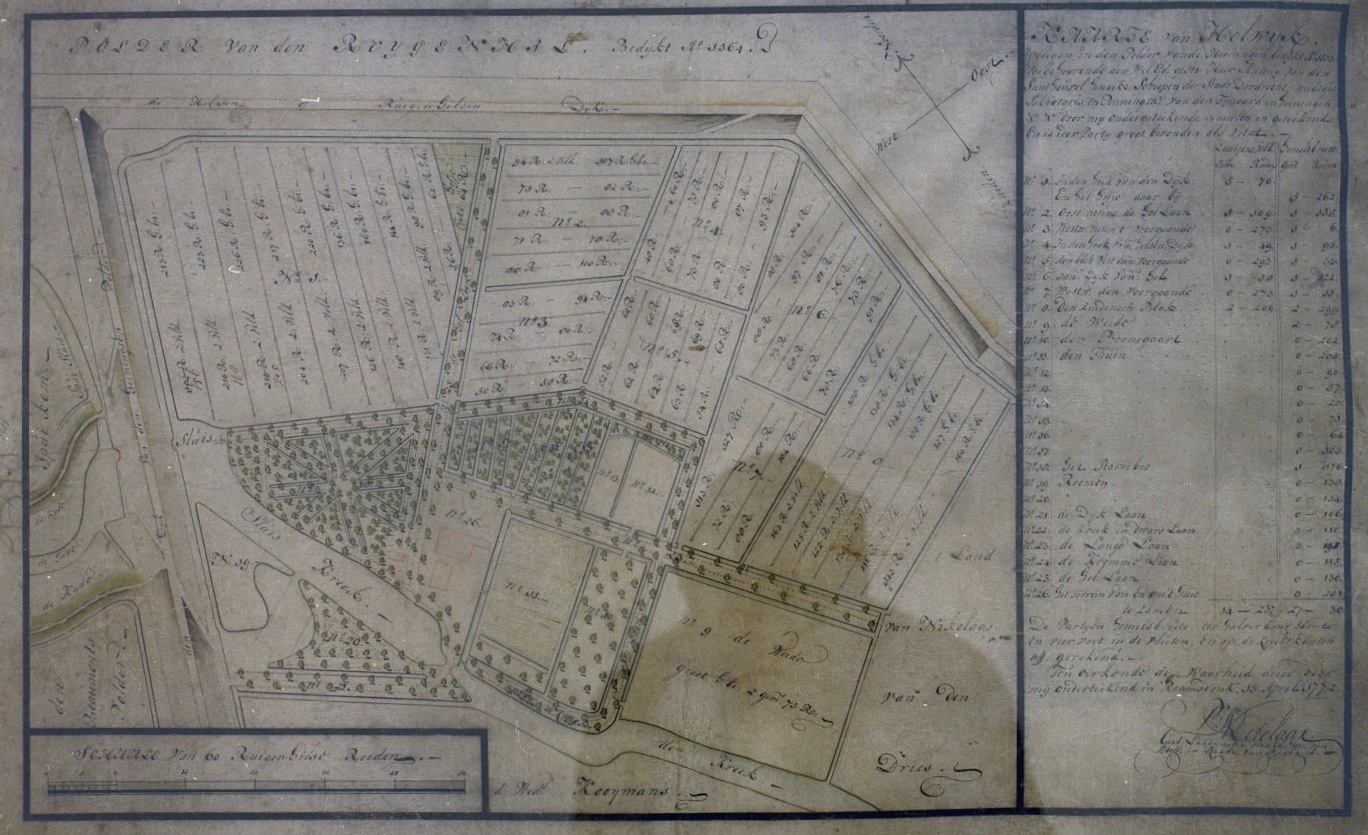
Kaart uit 1772 van het toenmalige park bij de buitenplaats

Een kaart uit 1772 die is gemaakt in opdracht van de eigenaar Anthonij van den Santheuvel geeft een goed beeld van het uitgestrekte stelsel van lanen en bosschages van de toenmalige buitenplaats. Er is zelfs sprake van een klein sterrenbos. De nog bestaande laan naar de Helsedijk is ook goed herkenbaar. Het parkbos is in de loop van de 19de eeuw verdwenen.
Op kaarten uit de 18e eeuw is te zien dat de grote schuur achter de hoofdwoning in 1783 nog bestaat, maar in 1789 geheel verdwenen is. In de plaats daarvan is een koetshuis opgetrokken dat thans nog steeds in goeddeels ongewijzigde vorm aanwezig is. Het lijkt erop dat de toenmalige buitenplaats vanaf dat moment zijn agrarische functie (tijdelijk) heeft verloren. Ook heeft het hoofdhuis waarschijnlijk in dezelfde periode (rond 1790) in belangrijke mate zijn huidige aanzien gekregen. Zo dateert de monumentale ingangspartij in Lodewijk XVI stijl uit deze periode.
In 1817 verkoopt de familie Van den Santheuvel (dat wil zeggen Maarte Heereman uit Schiedam, getrouwd met Antonia Helena Morella van den Santheuvel) de buitenplaats Helwijk aan de welgestelde lokale boerenfamilie Maris. De akte spreekt over de verkoop van een 'aangenaam en zoo voor jagt als visscherij zeer gelegen buitenverblijf genaamd Hellewijk.' Daarbij worden inbegrepen 'deszelfs tuinmanswoning, koetshuis, stalling voor vijf paarden en verdere timmeragie.' Er wordt gesproken van 'tuinen, bosschen, dreven plantagien, zaai- en weiland ter grootte van 36 gemeten.' Voorafgaand aan de verkoop vindt een veiling plaats van de inboedel. Dankzij de notariële vastlegging ontstaat hierdoor een gedetailleerd beeld van de inventaris.

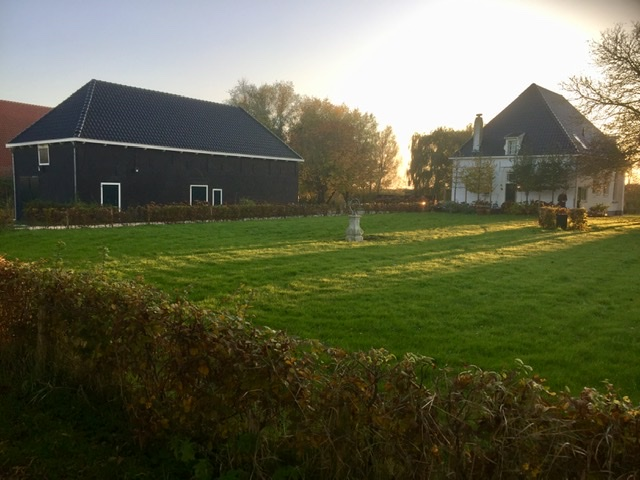
Aanzicht zijde Helsedijk met voormalig koetshuis uit de 18de eeuw (links) en hoofdhuis uit de zeventiende eeuw (rechts)

Onder de boerenfamilie Maris krijgt Helwijk zijn agrarische functie terug, eind 19de eeuw wordt aan de zijkant van de hoofdwoning een grote schuur opgetrokken. Ook worden de vele bomensingels ('dreven') en het bos gekapt. Met de boerenschuur en het kappen van de singels verliest Helwijk het aanzien van een buitenplaats. Ook langs de lange oprijlaan naar de Helsedijk verdwijnen de bomen. Door de aanleg van de rijksweg in 1970 wordt de oude oprijlaan aan de andere zijde, naar de Kraaiendijk onderbroken. Na 2015 vindt een grootscheepse restauratie plaats waarbij het erf en het huis weer in ere hersteld zijn. 